# Залха (комуна)
Залха (рум. Zalha) — комуна у повіті Селаж в Румунії. До складу комуни входять такі села (дані про населення за 2002 рік):
- Валя-Лунге (116 осіб)
- Валя-Храней (134 особи)
- Валя-Чуренілор (38 осіб)
- Виртешка (80 осіб)
- Залха (377 осіб) — адміністративний центр комуни
- Чака (294 особи)
- Чурень (138 осіб)

Комуна розташована на відстані 365 км на північний захід від Бухареста, 36 км на схід від Залеу, 46 км на північ від Клуж-Напоки.

## Населення
За даними перепису населення 2002 року у комуні проживали 1177 осіб.
Національний склад населення комуни:
| Національність | Кількість осіб | Відсоток |
| -------------- | -------------- | -------- |
| румуни         | 1163           | 98,8%    |
| цигани         | 10             | 0,8%     |
| угорці         | 4              | 0,3%     |

Рідною мовою назвали:
| Мова      | Кількість осіб | Відсоток |
| --------- | -------------- | -------- |
| румунська | 1173           | 99,7%    |
| угорська  | 4              | 0,3%     |

Склад населення комуни за віросповіданням:
| Релігія        | Кількість осіб | Відсоток |
| -------------- | -------------- | -------- |
| православні    | 1131           | 96,1%    |
| п'ятдесятники  | 36             | 3,1%     |
| греко-католики | 6              | 0,5%     |
| реформати      | 3              | 0,3%     |
| римо-католики  | 1              | 0,1%     |